# Langobardia (thema)

Themata bizantini nel 1045.

Langobardia o Longobardia (in greco antico: Λογγοβαρδία?) fu uno dei themata dell'impero romano d'Oriente presenti in Italia, creato nell'892 circa.
Il suo territorio comprendeva principalmente la Puglia e la sua capitale era Bari. Il termine germanico Langbardland viene utilizzato solo dopo la caduta del Regnum Langobardorum e solo per indicare il thema dell'Impero romano d'Oriente del Sud Italia con il nome di Longobardia o Langobardia, luogo chiamato Langbarðaland dai guerrieri germanici Variaghi che combatterono in quelle terre contro longobardi e normanni; in Svezia i popoli germanici a ricordo di questi guerrieri Variaghi eressero delle pietre runiche chiamate pietre runiche d'Italia.

## Storia

### L'Italia meridionale bizantina prima dell'istituzione del thema
Con l'arrivo dei Longobardi in Italia, l'Impero romano d'Oriente perse la parte settentrionale della penisola. Al sud, mentre le coste rimasero in loro possesso, i passi montani vennero presto occupati dal popolo germanico. Alla fine del VII secolo i possedimenti dell'Impero romano d'Oriente nell'Italia meridionale vennero riorganizzati nel thema di Sicilia comprendente la Sicilia, la Calabria e ciò che restava della Terra d'Otranto (praticamente solo Gallipoli). Nel 758 l'Impero romano d'Oriente riconquistò Otranto approfittando della lotta tra il re longobardo Desiderio e il duca di Benevento, fondandovi il ducato di Otranto.
Nell'827 i Saraceni sbarcarono in Sicilia, occupandone la parte occidentale.
Mentre il thema di Sicilia veniva progressivamente perduto, nell'876 il governatore di Otranto, Gregorio, prese possesso di Bari rispondendo alle richieste di aiuto dei baresi, che invocavano dal duca protezione contro i Saraceni. Il gastaldo longobardo di Bari venne inviato a Costantinopoli dove giurò fedeltà all'Imperatore. Bari divenne la nuova residenza del governatore di Otranto e di quello di Langobardia: ognuno di essi era governato sia civilmente che militarmente da uno strategos. 
Nell'880 i Bizantini sferrarono una controffensiva contro i Saraceni in Calabria con un esercito di 35 000 uomini condotti dal protovestiario Procopio e dallo stratego Leone Apostippo. La guerra volse subito a favore dei Bizantini, che conquistarono varie città nella Calabria e nella Puglia meridionale, tra cui Taranto. Nell'882/883 la controffensiva riprese, sotto il comando di Stefano Massenzio, che però non ottenne risultati e venne quindi richiamato.
Il suo successore, Niceforo Foca, conquistò non solo le ultime città della Calabria rimaste in mano araba, ma riuscì anche a sottomettere i territori longobardi che separavano la Calabria e la Puglia bizantine. Fu molto clemente con i vinti longobardi, esentandoli dal pagamento delle imposte e non adoperando violenze contro di loro, e la popolazione locale lo ricordò per il suo buon governo (885-886) edificando una chiesa in suo onore. Leone VI nel suo manuale di tattica (Tactica) lo loda come esempio di come un generale dovrebbe comportarsi nel caso dovesse riorganizzare un territorio di recente conquista.
Dopo il richiamo di Niceforo Foca a Costantinopoli, i suoi successori cercarono di ampliare le sue conquiste. Teofilatto conquistò alcune città longobarde in Campania, al che il principe di Benevento Aione reagì prendendo Bari. L'anno successivo arrivò in Italia lo stratego Costantino che riuscì a cacciare i Longobardi da Bari. Poco dopo il principe beneventano perì e lo stratego Simbatichio, approfittando del fatto che il figlio e successore di Aione, Orso, non fosse ancora maggiorenne, attaccò il principato assediando Benevento, che, dopo un assedio di due mesi, capitolò (18 ottobre 891).
La sede dello stratego passò quindi da Bari a Benevento e nell'892 circa venne fondato il thema di Langobardia, che si ritiene sia stato costituito dopo la conquista di Benevento.

### La perdita di Benevento e le rivolte in Puglia
Il nuovo tema comprendeva la Puglia e la Basilicata bizantine, compresi i territori di nuova acquisizione, anche se i Bizantini tendevano a considerare parte della Longobardia anche gli stati dell'Italia meridionale «che soltanto a tratti furono sotto il loro effettivo controllo». Il primo stratego di Langobardia attestato fu Simbatichio, il conquistatore di Benevento, definito dalle fonti «imperialis protospatharius et stratigos Macedonie, Tracie, Cephalonie atque Longibardie».
Si presume che la sede del thema fosse inizialmente Benevento. I Bizantini tuttavia, secondo fonti filo-longobarde del X secolo, si alienarono ben presto le simpatie dei Beneventani, i quali venivano trattati come servi che venivano sfruttati imponendo loro lavori pesanti. A causa dell'ostilità dei Beneventani verso i Bizantini, nell'894 lo stratego Barsachio fu costretto a spostare la propria sede di nuovo a Bari, e nell'895 i Beneventani implorarono l'aiuto del marchese di Spoleto Guido, il quale li liberò dai Bizantini scacciandoli dalla città.
Nel 902, con la caduta di Taormina, gli Arabi completarono la conquista della Sicilia. Il thema di Sikelia si ridusse così al Bruzio e per tale ragione nel corso del X secolo cambiò denominazione in thema di Calabria. Nel corso del X secolo, in particolari situazioni di carattere contingente, poteva capitare occasionalmente che i themata di Calabria e Langobardia fossero retti dallo stesso strategos, ma «in linea di principio restarono unità territoriali differenziate».
Nel 921 scoppiò una rivolta in Puglia, sembra appoggiata dal principe Landolfo, che inizialmente ebbe successo: infatti i ribelli occuparono tutta la Puglia e chiesero all'Imperatore di concedere il titolo di stratego di Langobardia al principe Landolfo. Nonostante il patriarca di Costantinopoli Nicola Mistico fosse parzialmente propenso ad accogliere la proposta dei ribelli, l'Imperatore rifiutò fermamente perché non poteva permettere che Landolfo potesse assumere una potenza troppo ampia, e inoltre nominare governatore di un tema italiano un italiano sarebbe stato contrario alla consuetudine bizantina di scegliere i governatori d'Italia tra gli stranieri. La Puglia venne poi evacuata dai Longobardi, non si sa bene come.
Nel 927 Landolfo invase di nuovo la Puglia bizantina e la occupò per sette anni. Alla fine, grazie all'alleanza con il re d'Italia Ugo di Provenza, Bisanzio riuscì a recuperare il controllo del territorio pugliese. Vi fu un'altra violenta insurrezione a Bari nel 946, ma anche questa venne sedata.

### La guerra con Ottone II
Nel 962 Ottone I di Sassonia venne incoronato Imperatore del Sacro Romano Impero dal Papa. Desideroso di cacciare i Bizantini dal meridione, l'Imperatore tedesco condusse sotto la sua sfera d'influenza i principi di Capua e di Benevento, sottraendoli alla zona d'influenza bizantina.
Nel 968, dopo aver tentato di convincere l'Imperatore di Bisanzio Niceforo II Foca a acconsentire a un matrimonio combinato tra una principessa bizantina e il figlio dell'Imperatore tedesco, Ottone invase la Puglia bizantina saccheggiando il tema e assediando Bari. La città pose però strenua resistenza ed essendo impossibilitato a porre blocco navale alla città alla fine levò l'assedio. Inviò quindi Liutprando, vescovo di Cremona, alla Corte di Costantinopoli, per cercare di convincere Niceforo II Foca a:
1. riconoscergli il titolo di Imperatore
2. acconsentire al matrimonio tra il futuro Ottone II e una principessa bizantina
3. cedere l'Italia meridionale

Niceforo II rifiutò con sdegno dicendo che non avrebbe mai riconosciuto il titolo di Imperatore a un re barbaro e che tanto meno non avrebbe mai permesso che una principessa porfirogenita andasse in sposa al figlio di un re barbaro. Niceforo affermò polemicamente che avrebbe accettato ciò solo a condizione che l'Imperatore tedesco cedesse Roma e Ravenna all'Impero bizantino. Inoltre affermò anche che stava preparando un grosso esercito per cacciare i tedeschi dalla Puglia bizantina.
Poco dopo arrivarono anche ambasciatori del Papa che pregarono Niceforo "Imperatore dei Greci" di far pace con Ottone "Imperatore dei Romani": furono fatti prigionieri perché avevano chiamato l'unico vero legittimo imperatore dei Romani "greco" chiamando invece un re barbaro "romano" e questo era un affronto che Niceforo non poteva sopportare.

### Il Catepanato
Per il pericolo in cui correva l'Impero per via di Ottone I, i territori bizantini in Italia furono riuniti in un catepanato intorno al 970. La storiografia moderna è divisa tra chi ritiene che la giurisdizione del catapano d'Italia si estendesse sull'intera Italia bizantina e chi invece sostiene che - malgrado fosse un dignitario di grado superiore allo stratego di Calabria - la sua giurisdizione si limitasse al solo thema di Langobardia. Anche se l'intento della riforma potrebbe essere stata quello di unificare i themata di Calabria e Langobardia sotto il governo del catapano, in realtà la riorganizzazione amministrativa non portò alla soppressione del thema di Calabria e il catapano d'Italia altro non fece che sostituirsi allo stratego di Langobardia. Lo conferma il fatto che, a partire dall'introduzione del catepanato, lo stratego di Longobardia non viene più citato nelle fonti. Andrebbe aggiunto, inoltre, che nonostante la storiografia tenda a identificare il catepanato con l'intera Italia bizantina, ciò non trova riscontro nelle fonti dell'epoca. In effetti il termine "Italia", che compare nelle titolature catapanali, va inteso con l'accezione di "Puglia", non di "meridione bizantino".
In seguito alla conquista normanna dell'Italia meridionale il thema sparì definitivamente con la caduta di Bari nel 1071..

## Altro
Questo thema era ventiquattresimo in ordine di importanza nell'Impero Bizantino, durante il X secolo.
Lo strategos non beneficiava di uno stipendio, pertanto riceveva parte delle tasse pagate dal suo popolo; così fu anche per il catapano.
La Langobardia forniva molte unità di fanteria e alcuni dromoni.
Altre città importanti erano Otranto, Gallipoli e Vieste.

## Cronotassi degli strateghi
- Gregorio (876)
- Procopio (880)
- Stefano Massenzio (882-885)
- Niceforo Foca (885-886)
- Teofilatto (886-887)
- Costantino (887-888)
- Giorgio Patricio (888-891)
- Simbatico Protospatario (891-892)
- Giorgio Patricio (892-894)
- Barsacio (894-895)
- Melisseno o Melisiano (899-905)
- Ioannicio Protospatario (911)
- Nicola Picingli (914-915)
- Ursoleo (+ 921)
- Anastasio (tra il 928 e il 936)
- Basilio Kladon (938)
- Limnogalacto o Imogalapto (940)
- Pascalio Protospatario (943)
- Malakinos (circa 950)
- Mariano Argiro (955-962)
- Niceforo Hexakionita (965)